# Адам Мрозовицький
Адам Мрозовицький гербу Прус ІІІ (пол. Adam Mrozowicki; нар. бл. 1705 р., пом. 1775 р.) — староста стегвільський, регіментарій коронного війська, барський конфедерат, підскарбій львівський, земський депутат львівський, депутат сейму 1740, 1764.

## Біографія
Народився близько 1705 року в родині львівського земського судді Яна Францішека та галицької підчашії Клари Телефусівни гербу Лебідь, онук королівського секретаря Єжи. Писав із Морозович до Соколіва й Орлува.
5 грудня 1729 року був призначений на посаду земського судді львівського, а 22 листопада 1731 року призначений підскарбієм львівським, де перебував два роки. У 1733 році він підписав обрання Станіслава Лещинського на посаду руського воєводи. У 1740 р. був депутатом сейму від Галицької землі. Обравши військову кар'єру, відіграв ключову роль у так званій Малій війні проти гайдамаків і з часом став одним із найближчих і найдовіреніших підлеглих великого гетьмана коронного Яна Клеменса Браницького. З 1756 р. служив регіментарієм коронного війська в Україні. У 1764 р. був депутатом виборчих зборів від Львівської земліта підписав елекцію Станіслава-Августа Понятовського від Руського воєводства.
8 березня 1765 року король Станіслав-Август Понятовський передав йому містечко Вадовиці, яке тоді входило до Заторського староства.
Барський конфедерат, комендант і захисник Бару, генеральний регіментарій, а потім субалтерн Йоахіма Потоцького та один із воєначальників Барської конфедерації в Туреччині. Мар'ян Потоцький у своєму маніфесті від 5 жовтня 1771 р., адресованому своєму двоюрідному брату Йоахиму Потоцькому, генералу полку Конфедерації, згадував Адама Мрозовицького та його сина Миколая. Після падіння Конфедерації та першого поділу повернувся до своїх маєтків у Галичині, де й помер у 1775 році.
Адам Мрозовицький та його дружина Єва, з роду Пузини, старости Стегвільські, власники села Доброводи біля Монастириська, у 1738 році подарували своєму слузі Анджею Яворському картину Матері Божої Скорботної. 1 березня 1742 року родина Яворських помітила, що картина почала кривавими сльозами. Тоді архієпископ Львівський Миколай Вижицький наказав перенести картину до парафіяльного костелу в Монастирську.
І Мрозовицький, і його дружина Єва Францішка були членами Третього Ордену Регулярів св. Франциска (Tertius Ordo Regularis Sancti Francisci).

## Потомство
У шлюбі з Євою Францішкою Пузинянкою гербу Огінець, донькою великого литовського письменника Міхала та старости яблонувської Зофії Потоцької гербу Пилява, залишив чотирнадцять дітей:
- Миколай Сабба (пол. Mikołaja Sabbę; 1739-1827) - камергер Святої Землі, консул і член Генеральної ради Барської конфедерації, капітан панцирної гвардії, електор 1764 року, член Галицького штату
- Барбара Анеля (пол. Barbarę Anielę; 1741-1796) - сакраментальна монахиня-бенедиктинка.
- Тадеуш (пол. Tadeusza; 1742-1774) - бакалавр
- Анастасія Юліанна Катарина (пол. Anastazję Juliannę Katarzynę; 1743-1774) - дівиця
- Ружа (пол. Różę; 1745-) - дружина Юзефа гр. Вєсьоловського (герб Огоньчик), полковника коронного війська
- Юзеф Міхал Вінцентій Казимир (пол. Józefa Michała Wincentego Kazimierza; 1747-1828) - полковник польського вищого командування, барський конфедерат, член Станів Галичини
- Клара Маріанна (пол. Klarę Mariannę; 1748-) - дружина Івона Свірського (герб Салава), єврейського повітового писаря
- Францішка Марія (пол. Franciszkę Marię; 1750-) - дружина Войцеха Сулятицького (герб Сас), скарбника і військового офіцера Львівського воєводства.
- Зофія Гелена Клара (пол. Zofię Helenę Klarę; 1752-) - дружина Яна Теодора Віслоцького (герб Сас), жидачівського мечника і королівського камергера.
- Ігнацій (пол. Ignacego; 1753-1828) - член Галицького сейму
- Ельжбета Катажина Урсула (пол. Elżbietę Katarzynę Urszulę; 1754-1779) - дружина Фелікса Полановського (герб Побуг), староста стенгвільський і підскарбій белзький
- Станіслав (пол. Stanisława; 1757-1832) - член Галицького штату, член Тимчасового уряду Галичини 1809 р.
- Вікторія пол. Wiktorię
- Візита Тереза (пол. Wizytę Teresę; 1758-1795) - перекладачка історичної літератури - дружина Францішека Стефана герб Лося, пом. 1809.

## Генеалогія
| Єжи Мрозовицький нар. 1605 пом. 1677 | Єжи Мрозовицький нар. 1605 пом. 1677 |                                               |                                               | Ядвіга Олесницька нар. 1635 пом. після 1670 | Ядвіга Олесницька нар. 1635 пом. після 1670 |  |  | Пьотр Феліціан Телефус нар. 1620 пом. 1706 | Пьотр Феліціан Телефус нар. 1620 пом. 1706 |                                       |                                       | Тереза Бидловська нар. 1643 пом. після 1706 | Тереза Бидловська нар. 1643 пом. після 1706 |
|                                      |                                      |                                               |                                               |                                             |                                             |  |  |                                            |                                            |                                       |                                       |                                             |                                             |
|                                      |                                      |                                               |                                               |                                             |                                             |  |  |                                            |                                            |                                       |                                       |                                             |                                             |
|                                      |                                      | Ян Францішек Мрозовицький нар. 1652 пом. 1714 | Ян Францішек Мрозовицький нар. 1652 пом. 1714 |                                             |                                             |  |  |                                            |                                            | Клара Телефусівна нар. 1680 пом. 1738 | Клара Телефусівна нар. 1680 пом. 1738 |                                             |                                             |
|                                      |                                      |                                               |                                               |                                             |                                             |  |  |                                            |                                            |                                       |                                       |                                             |                                             |
|                                      |                                      |                                               |                                               |                                             |                                             |  |  |                                            |                                            |                                       |                                       |                                             |                                             |
|                                      |                                      |                                               |                                               |                                             |                                             |  |  |                                            |                                            |                                       |                                       |                                             |                                             |

|                                                     |                                                     | Ева Францішка Пузинянка нар. 1716 пом. 1792 (ślub 1734)                         | Ева Францішка Пузинянка нар. 1716 пом. 1792 (ślub 1734)                         | Адам Мрозовицький нар. 1705 пом. 1775                                               | Адам Мрозовицький нар. 1705 пом. 1775                                               |                                                                                           |                                                                                           |                                                                                 |                                                                                 |                                                                                               |                                                                                               |
|                                                     |                                                     |                                                                                 |                                                                                 |                                                                                     |                                                                                     |                                                                                           |                                                                                           |                                                                                 |                                                                                 |                                                                                               |                                                                                               |
|                                                     |                                                     |                                                                                 |                                                                                 |                                                                                     |                                                                                     |                                                                                           |                                                                                           |                                                                                 |                                                                                 |                                                                                               |                                                                                               |
|                                                     |                                                     |                                                                                 |                                                                                 |                                                                                     |                                                                                     |                                                                                           |                                                                                           |                                                                                 |                                                                                 |                                                                                               |                                                                                               |
| Миколай Мрозовицький нар. 4.12.1739 пом. 15.07.1827 | Миколай Мрозовицький нар. 4.12.1739 пом. 15.07.1827 | Барбара Мрозовицька нар. 30.03.1741 пом. 16.04.1796                             | Барбара Мрозовицька нар. 30.03.1741 пом. 16.04.1796                             | Тадеуш Мрозовицький нар. 1742 пом. 1774                                             | Тадеуш Мрозовицький нар. 1742 пом. 1774                                             | Анастазія Юліанна Мрозовицька нар. 13.04.1743 пом. після 1827                             | Анастазія Юліанна Мрозовицька нар. 13.04.1743 пом. після 1827                             | Ружа Мрозовицька, дружина графа Юзефа. Весьоловського нар. 1745 пом. після 1790 | Ружа Мрозовицька, дружина графа Юзефа. Весьоловського нар. 1745 пом. після 1790 |                                                                                               |                                                                                               |
|                                                     |                                                     |                                                                                 |                                                                                 |                                                                                     |                                                                                     |                                                                                           |                                                                                           |                                                                                 |                                                                                 |                                                                                               |                                                                                               |
| Юзеф Мрозовицький нар. 8.02.1747 пом. 13.04.1828    | Юзеф Мрозовицький нар. 8.02.1747 пом. 13.04.1828    | Клара Маріанна Мрозовицька, дружина Іво Свірського нар. 25.08.1748 пом. Po 1800 | Клара Маріанна Мрозовицька, дружина Іво Свірського нар. 25.08.1748 пом. Po 1800 | Марія Францишка Мрозовицька, дружина Войцеха Сулатицького нар. 12.05.1750 пом. 1800 | Марія Францишка Мрозовицька, дружина Войцеха Сулатицького нар. 12.05.1750 пом. 1800 | Зофія Гелена Клара Мрозовицька, дружина Яна Теодора Віслоцького нар. 18.05.1752 пом. 1783 | Зофія Гелена Клара Мрозовицька, дружина Яна Теодора Віслоцького нар. 18.05.1752 пом. 1783 | Ігнацій Мрозовицький нар. 30.07.1753 zm. 31.01.1828                             | Ігнацій Мрозовицький нар. 30.07.1753 zm. 31.01.1828                             | Ельжбета Катажина Уршуля Мрозовицька, дружина Фелікса Поляновського нар. 25.10.1754 пом. 1779 | Ельжбета Катажина Уршуля Мрозовицька, дружина Фелікса Поляновського нар. 25.10.1754 пом. 1779 |
|                                                     |                                                     |                                                                                 |                                                                                 |                                                                                     |                                                                                     |                                                                                           |                                                                                           |                                                                                 |                                                                                 |                                                                                               |                                                                                               |
| Станіслав Мрозовицький нар. 1757 пом. 1832          | Станіслав Мрозовицький нар. 1757 пом. 1832          | Вікторія Мрозовицька, дружина графа Францішека Стефана нар. 3.07.1758 пом. 1787 | Вікторія Мрозовицька, дружина графа Францішека Стефана нар. 3.07.1758 пом. 1787 | Візита Мрозовицька нар. 3.07.1758 померла після 1774 року                           | Візита Мрозовицька нар. 3.07.1758 померла після 1774 року                           |                                                                                           |                                                                                           |                                                                                 |                                                                                 |                                                                                               |                                                                                               |